# O poklad Anežky České
O poklad Anežky České je zábavní soutěžní pořad České televize o české historii, který byl vysílán v letech 1993 až 2003.
Soutěž moderoval Marek Eben. První asistentkou byla Klára Kovaříková, jejíž účinkování v pořadu ukončil nástup na studia herectví. Díly z Libochovic a ze zámku Třeboň (I 1994) byly proto bez stálé asistentky. Konkurzem byla vybrána asistentka nová, Klára Doležalová, která si odbyla premiéru této roli v díle o Anežském klášteře. Poté, co Klára Kovaříková dostudovala první ročník herectví, vrátila se do pořadu, přesněji v díle z Pernštejna. Od té doby se obě Kláry po boku Marka Ebena střídaly, leč střídání nemělo stálý rytmus. Soutěž se odehrávala na různých historických objektech, zejména hradech a zámcích. Soutěž byla prokládána historickými scénkami, které sehráli významní čeští herci. Pětice soutěžících dostávala různé historické otázky.
Správné odpovědi odměňoval pregéř (Miroslav Fantyš) stříbrnými mincemi, za dobu vysílání soutěže měl pregéř jedinou absenci, v díle z Nelahozevsi. 
V počátcích soutěže se každých 5 stříbrných mincí proměňovalo na 1 zlatý, a vítězství ve finále, kdy buď Marek Eben nebo Klára Kovaříková představovali neznámou osobnost, bylo rovněž bonifikováno 1 zlatým (5 stříbrnými). Po úpravě pravidel (v díle o Kutné Hoře I) se v průběhu soutěže přidělovaly jen stříbrné mince a za výhru ve finále náležely 3 stříbrné plus 1 zlatý, který ale pozbyl soutěžní hodnotu.
Soutěž byla rozdělena do 5 částí, které 5× za historii soutěže doplnila nesoutěžní mezihra (střelba z kuše na kance, poprava jablka mečem, házení kroužků, odívání se do brnění a zdobení perníčků).
1. část soutěže byla odpověď každého soutěžícího na otázku prostřednictvím křídy a tabulky (výjimečně papíru a brka). Za správnou odpověď byl udělen stříbrný, za špatnou žádný, od dílu Jindřichův Hradec I (1998) náležely za správnou odpověď 2 stříbrné, za špatnou nebyla žádná penalizace, od dílu Jaroměřice nad Rokytnou se opět uděloval pouze 1 stříbrný;
2. část soutěže „Kdo, kdy, kde“ obsahovala nejprve 15, (od dílu Zbraslav II) 10 soutěžních otázek testovou formou, za správnou odpověď náležel stříbrný, za špatnou žádný; pokud soutěžící nezískal za 1. a 2. část soutěže ani jeden stříbrný, byl (od dílu Jindřichův Hradec I (1998)) ze soutěže vyřazen;
3. část soutěže „Život ve staletích“ obsahovala 3 otázky, které byly bonifikovány 3 stříbrnými. Za správnou odpověď náležel 1 stříbrný, za špatnou odpověď (v počátcích soutěže) byl 1 stříbrný odebrán, posléze za špatnou odpověď nenáležela žádná penalizace, od dílu Jindřichův Hradec I (1998) se situace vrátila k prvotní úpravě;
4. část soutěže „Krása staletí“ obsahovala trojici otázek, a pokud chtěl soutěžící odpovědět, musel vsadit na svou odpověď 1 až 3 stříbrné. Pokud odpověděl správně, 1 až 3 stříbrné získal, pokud odpověděl špatně, příslušný počet stříbrných ztratil. Pokud měl soutěžící 0 stříbrných, sázka byla 1 stříbrný a špatná odpověď nebyla penalizována;

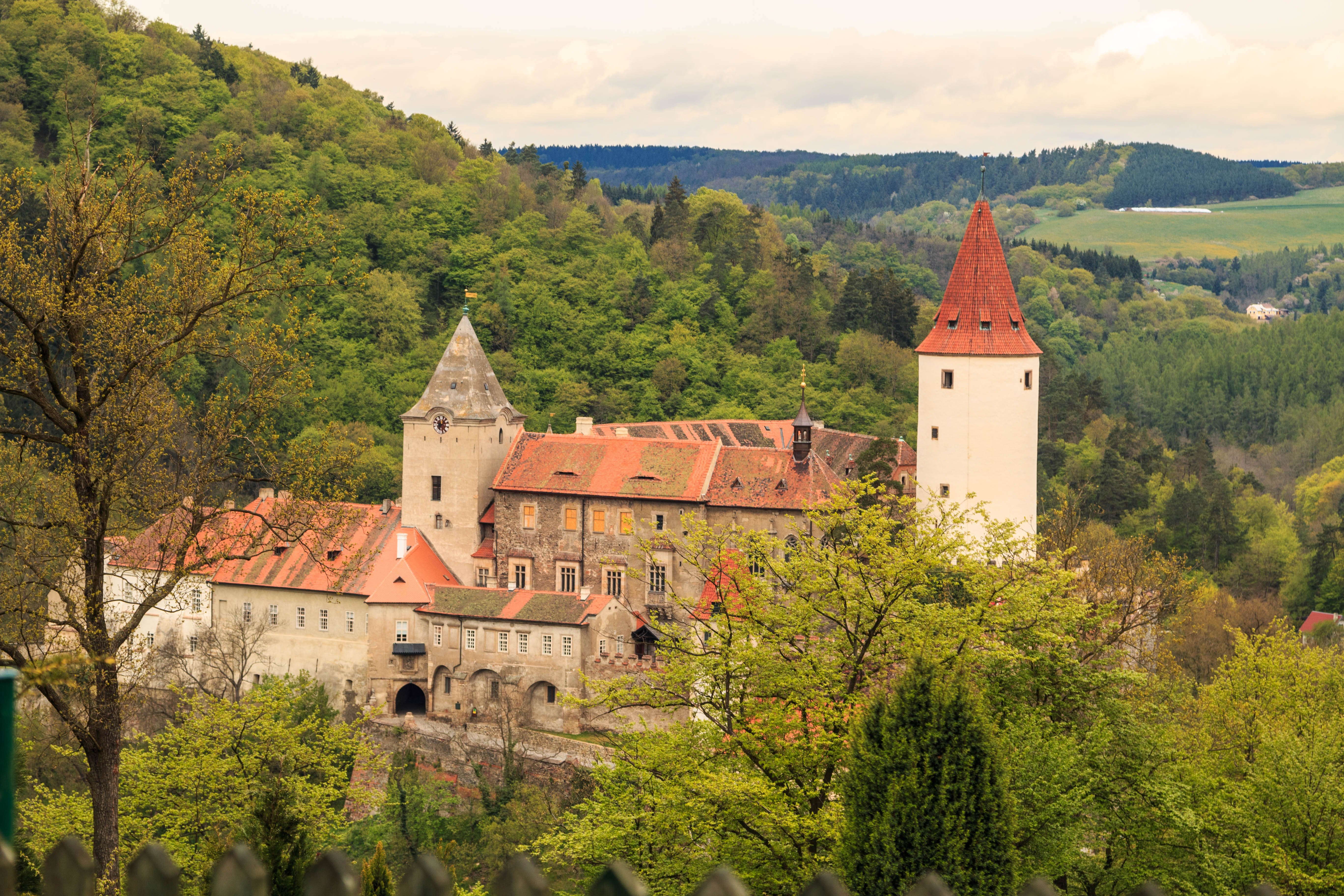
Křivoklát, dějiště prvních tří dílů pořadu

5. Křivoklát, dějiště prvních tří dílů pořadučást soutěže „Finále“ měla časový limit 150 sekund (2 a půl minuty), během níž se soutěžící snažili uhodnout jméno postavy, do které se převtělil Marek Eben či Klára. Povoleny byly pouze zjišťovací otázky, na něž šlo odpovědět „Ano“, „Ne“ nebo „Není mi známo“. V průběhu vysílání soutěže nebyly odpovědi takto formální, nicméně rámec zůstal zachován. Dotazy kladli soutěžící jeden po druhém, dokola. Právo odhadnout osobnost měl ten soutěžící, který naposledy kladl otázku, a nebo soutěžící, který se přihlásil k takové odpovědi. Pokud soutěžící jméno osobnosti neuhádl, byl z finále vyřazen a dotazovací kolo bylo bez něj. Po vypršení limitu byly soutěžícím předestřeny doplňující informace a o uhádnutí osobnosti se musel soutěžící přihlásit. Za doby, kdy se 5 stříbrných měnilo na 1 zlatý a za vyhrané finále byl rovněž 1 zlatý, mohlo finále mít při rovnosti mincí více vítězů. Po změně pravidel, kdy už se stříbrné mince neměnily na zlaté, nastal při rovnosti mincí u soutěžících (po vyhraném finále) rozstřel, kdy byla hádána další historická osobnost, tentokráte ale již přihlašovací formou během vyprávění informací ze života hádané osobnosti.

Na pořad v roce 2007 volně navázala podobně koncipovaná soutěžní hra O korunu krále Karla.

## Díly pořadu
| Číslo dílu | Rok výroby | Datum premiéry     | Navštívená pamětihodnost      | Asistentka/ky                       | Převtělil/a se   | Jméno/a hádané/ých osobnosti/í               |
| ---------- | ---------- | ------------------ | ----------------------------- | ----------------------------------- | ---------------- | -------------------------------------------- |
| 1          | 1993       | 2. května 1993     | Křivoklát I                   | Klára Kovaříková                    | Marek Eben       | Karel Havlíček Borovský                      |
| 2          | 1993       | 30. května 1993    | Křivoklát II                  | Klára Kovaříková                    | Klára Kovaříková | Svatá Ludmila                                |
| 3          | 1993       | 27. června 1993    | Křivoklát III                 | Klára Kovaříková                    | Klára Kovaříková | Blanka z Valois                              |
| 4          | 1993       | 25. července 1993  | Březnice I                    | Klára Kovaříková                    | Marek Eben       | Jakub Jan Ryba                               |
| 5          | 1993       | 22. srpna 1993     | Březnice II                   | Klára Kovaříková                    | Marek Eben       | Václav Hájek z Libočan                       |
| 6          | 1993       | 19. září 1993      | Mnichovo Hradiště I           | Klára Kovaříková                    | Marek Eben       | Václav Budovec z Budova                      |
| 7          | 1993       | 17. října 1993     | Mnichovo Hradiště II          | Klára Kovaříková                    | Klára Kovaříková | Magdalena Dobromila Rettigová                |
| 8          | 1993       | 14. listopadu 1993 | Žleby I                       | Klára Kovaříková                    | Marek Eben       | Karel Jaromír Erben                          |
| 9          | 1993       | 12. prosince 1993  | Žleby II                      | Klára Kovaříková                    | Marek Eben       | Petr Vok z Rožmberka                         |
| 10         | 1993       | 9. ledna 1994      | Zbraslav I                    | Klára Kovaříková                    | Marek Eben       | Miroslav Tyrš                                |
| 11         | 1994       | 6. února 1994      | Zbraslav II                   | Klára Kovaříková                    | Marek Eben       | Záviš z Falkenštejna                         |
| 12         | 1994       | 6. března 1994     | Břevnovský klášter            | Klára Kovaříková                    | Marek Eben       | Petr Brandl                                  |
| 13         | 1994       | 3. dubna 1994      | Kutná Hora I                  | Klára Kovaříková                    | Klára Kovaříková | Jaroslav Vrchlický                           |
| 14         | 1994       | 1. května 1994     | Kutná Hora II                 | Klára Kovaříková                    | Marek Eben       | Ludvík Jagellonský                           |
| 15         | 1994       | 29. května 1994    | Český Šternberk               | Klára Kovaříková                    | Marek Eben       | Václav Hollar                                |
| 16         | 1994       | 26. června 1994    | Opočno I                      | Klára Kovaříková                    | Marek Eben       | Alois Jirásek                                |
| 17         | 1994       | 24. listopadu 1994 | Opočno II                     | Klára Kovaříková                    | Marek Eben       | Vratislav II.                                |
| 18         | 1994       | 21. srpna 1994     | Velké Losiny                  | Klára Kovaříková                    | Klára Kovaříková | Anna Jagellonská                             |
| 19         | 1994       | 18. září 1994      | Veltrusy                      | Klára Kovaříková                    | Marek Eben       | Antonín Dvořák                               |
| 20         | 1994       | 16. října 1994     | Slavkov                       | Klára Kovaříková                    | Marek Eben       | Prokop Diviš                                 |
| 21         | 1994       | 13. listopadu 1994 | Libochovice                   | bez asistentky                      | Marek Eben       | Jan Lucemburský                              |
| 22         | 1994       | 11. prosince 1994  | Třeboň I                      | bez asistentky                      | Marek Eben       | Perchta z Rožmberka (Bílá paní)              |
| 23         | 1995       | 8. ledna 1995      | Anežský klášter I             | Klára Doležalová                    | Marek Eben       | Petr Parléř                                  |
| 24         | 1995       | 5. února 1995      | Pivovarské muzeum v Plzni     | Klára Doležalová                    | Marek Eben       | Jan Sladký Kozina                            |
| 25         | 1995       | 5. března 1995     | Klášter Křižovníků            | Klára Doležalová                    | Marek Eben       | František Josef I.                           |
| 26         | 1995       | 2. dubna 1995      | Letohrádek Hvězda             | Klára Doležalová                    | Marek Eben       | Jan Amos Komenský                            |
| 27         | 1995       | 30. dubna 1995     | Národní knihovna v Klementinu | Klára Doležalová                    | Marek Eben       | Bohuslav Balbín                              |
| 28         | 1995       | 28. května 1995    | Nelahozeves                   | Klára Doležalová                    | Marek Eben       | Judita ze Schweinfurtu                       |
| 29         | 1995       | 25. června 1995    | Hrádek u Nechanic             | Klára Doležalová                    | Marek Eben       | Jan Křtitel Vaňhal                           |
| 30         | 1995       | 23. července 1995  | Pernštejn                     | Klára Kovaříková                    | Marek Eben       | Matyáš Korvín                                |
| 31         | 1995       | 20. srpna 1995     | Lysice                        | Klára Kovaříková                    | Marek Eben       | Karel Hynek Mácha                            |
| 32         | 1995       | 17. září 1995      | Přerov nad Labem              | Klára Doležalová                    | Marek Eben       | Božena Němcová                               |
| 33         | 1995       | 15. října 1995     | Znojmo                        | Klára Kovaříková                    | Marek Eben       | Zikmund Lucemburský                          |
| 34         | 1995       | 12. listopadu 1995 | Loket                         | Klára Doležalová                    | Marek Eben       | Jindřich Šlik                                |
| 35         | 1995       | 10. prosince 1995  | Sázavský klášter              | Klára Doležalová                    | Marek Eben       | Přemysl Otakar I.                            |
| 36         | 1996       | 14. ledna 1996     | Pražský hrad I                | Klára Kovaříková                    | Marek Eben       | Eliška Rejčka                                |
| 37         | 1996       | 11. února 1996     | Roztoky                       | Klára Doležalová                    | Marek Eben       | Jan Hus                                      |
| 38         | 1996       | 10. března 1996    | Liběchov                      | Klára Kovaříková                    | Marek Eben       | Jiří z Poděbrad                              |
| 39         | 1996       | 7. dubna 1996      | Národní technické muzeum      | Klára Doležalová                    | Marek Eben       | František Ferdinand d'Este                   |
| 40         | 1996       | 5. května 1996     | Horšovský Týn I               | Klára Kovaříková                    | Marek Eben       | Ferdinand III.                               |
| 41         | 1996       | 2. června 1996     | Lemberk                       | Klára Doležalová                    | Marek Eben       | Václav I.                                    |
| 42         | 1996       | 28. července 1996  | Kladruby nad Labem            | Klára Kovaříková                    | Marek Eben       | Marie Terezie                                |
| 43         | 1996       | 25. srpna 1996     | Vranov nad Dyjí               | Klára Doležalová                    | Marek Eben       | Kosmas                                       |
| 44         | 1996       | 22. září 1996      | Bítov                         | Klára Kovaříková                    | Marek Eben       | Jindřich z Lipé + jeho smrt roku 1329 v Brně |
| 45         | 1996       | 20. října 1996     | Pražský hrad II               | Klára Doležalová                    | Marek Eben       | Matyáš Bernard Braun                         |
| 46         | 1996       | 17. listopadu 1996 | Rožmberk                      | Klára Kovaříková                    | Marek Eben       | Vilém z Rožmberka                            |
| 47         | 1996       | 15. prosince 1996  | Karlštejn I                   | Klára Doležalová                    | Marek Eben       | Svatá Ludmila + Jaroslav Vrchlický           |
| 48         | 1996       | 12. ledna 1997     | Dobříš                        | Klára Kovaříková                    | Marek Eben       | Karel VI.                                    |
| 49         | 1997       | 9. února 1997      | Bertramka                     | Klára Doležalová                    | Marek Eben       | Josef Mysliveček                             |
| 50         | 1997       | 9. března 1997     | Klášter sv. Jiří              | Klára Kovaříková                    | Marek Eben       | Jiří z Poděbrad                              |
| 51         | 1997       | 6. dubna 1997      | Národní muzeum                | Klára Doležalová                    | Marek Eben       | Josef Dobrovský                              |
| 52         | 1997       | 4. května 1997     | Trója                         | Klára Kovaříková                    | Marek Eben       | Karel Škréta                                 |
| 53         | 1997       | 1. června 1997     | Pražský hrad III              | Klára Doležalová                    | Marek Eben       | Leopold V. Habsburský                        |
| 54         | 1997       | 29. června 1997    | Benešov nad Ploučnicí         | Klára Kovaříková                    | Marek Eben       | Tadeáš Hájek z Hájku                         |
| 55         | 1997       | 27. července 1997  | Buchlov                       | Klára Kovaříková                    | Marek Eben       | Přemysl Otakar II.                           |
| 56         | 1997       | 24. srpna 1997     | Buchlovice                    | Klára Doležalová                    | Marek Eben       | František Palacký                            |
| 57         | 1997       | 21. září 1997      | Zvíkov                        | Klára Doležalová                    | Marek Eben       | Svatý Václav + Václav III.                   |
| 58         | 1997       | 19. října 1997     | Vysoký Chlumec                | Klára Doležalová                    | Marek Eben       | Polyxena z Lobkovic + Rudolf II.             |
| 59         | 1997       | 16. listopadu 1997 | Rájec nad Svitavou            | Klára Kovaříková                    | Marek Eben       | Josef Václav Myslbek                         |
| 60         | 1997       | 10. prosince 1997  | Boskovice                     | Klára Doležalová                    | Marek Eben       | Napoleon Bonaparte                           |
| 61         | 1997       | 21. ledna 1998     | Nové Město nad Metují         | Klára Kovaříková                    | Marek Eben       | Vladislav Jagellonský                        |
| 62         | 1998       | 18. února 1999     | Dům U Kamenného zvonu         | Klára Doležalová                    | Marek Eben       | Kryštof Harant z Polžic a Bezdružic          |
| 63         | 1998       | 18. března 1999    | Žofín                         | Klára Kovaříková                    | Marek Eben       | Josef Kajetán Tyl                            |
| 64         | 1998       | 15. dubna 1999     | Karolinum                     | Klára Doležalová                    | Marek Eben       | Tomáš Garrigue Masaryk                       |
| 65         | 1998       | 13. května 1998    | Plasy                         | Klára Kovaříková                    | Marek Eben       | Bedřich Smetana                              |
| 66         | 1998       | 31. května 1998    | Kroměříž                      | Klára Doležalová                    | Marek Eben       | Josef Kajetán Tyl                            |
| 67         | 1998       | 28. června 1998    | Vizovice                      | Klára Doležalová                    | Marek Eben       | Přemysl Otakar II.                           |
| 68         | 1998       | 26. července 1998  | Sychrov                       | Klára Doležalová                    | Marek Eben       | Karel Havlíček Borovský                      |
| 69         | 1998       | 23. srpna 1998     | Hrubý Rohozec                 | Klára Doležalová                    | Marek Eben       | Albrecht z Valdštejna + Václav IV.           |
| 70         | 1998       | 20. září 1998      | Valtice                       | Klára Kovaříková                    | Marek Eben       | Petr Bezruč                                  |
| 71         | 1998       | 18. října 1998     | Lednice                       | Klára Kovaříková                    | Marek Eben       | Karel Jaromír Erben                          |
| 72         | 1998       | 15. listopadu 1998 | Kokořín                       | Klára Kovaříková                    | Marek Eben       | Jan Hus                                      |
| 73         | 1998       | 20. prosince 1998  | Jindřichův Hradec I           | Klára Doležalová                    | Marek Eben       | Petr Vok z Rožmberka                         |
| 74         | 1998       | 3. ledna 1999      | Obecní dům                    | Klára Doležalová                    | Marek Eben       | Karel I.                                     |
| 75         | 1998       | 31. ledna 1999     | Strahovský klášter            | Klára Doležalová                    | Marek Eben       | Constanze Mozartová                          |
| 76         | 1998       | 28. února 1999     | Mělník                        | Klára Kovaříková                    | Marek Eben       | Zikmund Lucemburský + Eliška Pomořanská      |
| 77         | 1998       | 28. března 1999    | Jindřichův Hradec II          | Klára Doležalová                    | Marek Eben       | Bedřich Smetana                              |
| 78         | 1999       | 25. dubna 1999     | Pardubice                     | Klára Kovaříková                    | Marek Eben       | ing. Jan Kašpar + kat Mydlář                 |
| 79         | 1999       | 23. května 1999    | Frýdlant I                    | Klára Kovaříková                    | Marek Eben       | Karel Jaromír Erben                          |
| 80         | 1999       | 20. června 1999    | Frýdlant II                   | Klára Doležalová                    | Marek Eben       | Josef II.                                    |
| 81         | 1999       | 18. července 1999  | Náměšť na Hané                | Klára Kovaříková                    | Marek Eben       | Marie Terezie                                |
| 82         | 1999       | 15. srpna 1999     | Bouzov                        | Klára Doležalová                    | Marek Eben       | Ladislav Pohrobek                            |
| 83         | 1999       | 12. září 1999      | Babiččino údolí               | Klára Kovaříková                    | Marek Eben       | Josef Kajetán Tyl                            |
| 84         | 1999       | 10. října 1999     | Ratibořice                    | Klára Kovaříková                    | Marek Eben       | Karel Čapek                                  |
| 85         | 1999       | 7. listopadu 1999  | Milotice                      | Klára Doležalová                    | Marek Eben       | František Štěpán Lotrinský                   |
| 86         | 1999       | 5. prosince 1999   | Špilberk                      | Klára Doležalová                    | Marek Eben       | Blanka z Valois                              |
| 87         | 2000       | 2. ledna 2000      | Katedrála svatého Víta        | Klára Doležalová                    | Marek Eben       | Václav IV. + mistr Theodorik                 |
| 88         | 2000       | 30. ledna 2000     | Lnáře                         | Klára Doležalová                    | Marek Eben       | Wolfgang Amadeus Mozart                      |
| 89         | 2000       | 27. února 2000     | Národní divadlo               | Klára Kovaříková                    | Marek Eben       | kníže Bořivoj II.                            |
| 90         | 2000       | 26. března 2000    | Všeobecná nemocnice           | Klára Doležalová                    | Marek Eben       | Jan Jesenius                                 |
| 91         | 2000       | 23. dubna 2000     | Švihov                        | Klára Kovaříková                    | Marek Eben       | Benedikt Rejt                                |
| 92         | 2000       | 21. května 2000    | Jaroměřice nad Rokytnou       | Klára Doležalová                    | Marek Eben       | kníže Jaromír                                |
| 93         | 2000       | 18. června 2000    | Náměšť nad Oslavou            | Klára Doležalová                    | Marek Eben       | Tomáš Garrigue Masaryk                       |
| 94         | 2000       | 16. července 2000  | Náchod                        | Klára Kovaříková                    | Marek Eben       | kněžna Kateřina Vilemína Zaháňská            |
| 95         | 2000       | 13. srpna 2000     | Rychnov nad Kněžnou           | Klára Doležalová                    | Marek Eben       | August Sedláček (neuhádnuto)                 |
| 96         | 2000       | 10. září 2000      | Hořovice                      | Klára Kovaříková                    | Marek Eben       | Ferdinand V.                                 |
| 97         | 2000       | 8. října 2000      | Jemniště                      | Klára Doležalová                    | Marek Eben       | Josef I.                                     |
| 98         | 2000       | 5. listopadu 2000  | Konopiště I                   | Klára Doležalová                    | Marek Eben       | Sissi                                        |
| 99         | 2000       | 3. prosince 2000   | Konopiště II                  | Klára Doležalová                    | Marek Eben       | Jaroslav Hašek                               |
| 100        | 2000       | 7. ledna 2001      | Karlštejn II                  | Klára Kovaříková a Klára Doležalová | Marek Eben       | Mistr Theodorik + svatý Václav               |
| 101        | 2001       | 4. února 2001      | Kynžvart                      | Klára Doležalová                    | Marek Eben       | Karel Hynek Mácha                            |
| 102        | 2001       | 4. března 2001     | Anežský klášter II            | Klára Kovaříková                    | Marek Eben       | Mistr vyšebrodského oltáře + Kunhuta Uherská |
| 103        | 2001       | 1. dubna 2001      | Štiřín                        | Klára Doležalová                    | Marek Eben       | František Křižík + František Ženíšek         |
| 104        | 2001       | 27. května 2001    | Horšovský Týn II              | Klára Kovaříková                    | Marek Eben       | Fridrich Falcký                              |
| 105        | 2001       | 24. června 2001    | Kačina                        | Klára Doležalová                    | Marek Eben       | Josef Kajetán Tyl                            |
| 106        | 2001       | 12. září 2001      | Červená Lhota                 | Klára Doležalová                    | Marek Eben       | Ema Destinnová                               |
| 107        | 2001       | 10. října 2001     | Landštejn                     | Klára Doležalová                    | Marek Eben       | generál Karel Bonaventura Buquoy             |
| 108        | 2001       | 7. listopadu 2001  | Hluboká nad Vltavou I         | Klára Doležalová                    | Marek Eben       | Karel VI.                                    |
| 109        | 2001       | 5. prosince 2001   | Hluboká nad Vltavou II        | Klára Doležalová                    | Marek Eben       | Magdalena Dobromila Rettigová                |
| 110        | 2001       | 13. ledna 2002     | Tovačov                       | Klára Kovaříková                    | Marek Eben       | Jiří z Poděbrad                              |
| 111        | 2002       | 10. února 2002     | Teplice                       | Klára Kovaříková                    | Marek Eben       | Giacomo Casanova                             |
| 112        | 2001       | 10. března 2002    | Telč I                        | Klára Kovaříková                    | Marek Eben       | Ferdinand III.                               |
| 113        | 2001       | 7. dubna 2002      | Telč II                       | Klára Doležalová                    | Marek Eben       | Vilém Slavata z Chlumu a Košumberka          |
| 114        | 2001       | 5. května 2002     | Lešná                         | Klára Kovaříková                    | Marek Eben       | Přemysl Otakar II.                           |
| 115        | 2002       | 2. června 2002     | Dětenice                      | Klára Doležalová                    | Marek Eben       | Albrecht z Valdštejna                        |
| 116        | 2002       | 30. června 2002    | Klášterec nad Ohří            | Klára Kovaříková                    | Marek Eben       | Fridrich Falcký                              |
| 117        | 2002       | 22. září 2002      | Krásný Dvůr                   | Klára Doležalová                    | Marek Eben       | Kryštof Harant z Polžic a Bezdružic          |
| 118        | 2002       | 20. října 2002     | Nové Hrady                    | Klára Doležalová                    | Marek Eben       | Jindřich Matyáš Thurn                        |
| 119        | 2002       | 17. listopadu 2002 | Třeboň II                     | Klára Doležalová                    | Marek Eben       | Kateřina z Ludanic                           |
| 120        | 2002       | 19. ledna 2003     | Kost                          | Klára Kovaříková                    | Marek Eben       | Jiří z Poděbrad                              |
| 121        | 2002       | 16. února 2003     | Humprecht                     | Klára Kovaříková                    | Marek Eben       | Petr Brandl + Leopold I.                     |
| 122        | 2003       | 16. března 2003    | Šternberský palác             | Klára Doležalová                    | Marek Eben       | Rudolf II.                                   |
| 123        | 2003       | 20. dubna 2003     | Arcibiskupský palác           | Klára Doležalová                    | Marek Eben       | Jan Očko z Vlašimi + Wolfgang Amadeus Mozart |
| 124        | 2003       | 11. května 2003    | Ploskovice                    | Klára Kovaříková                    | Marek Eben       | Napoleon II.                                 |
| 125        | 2003       | 8. června 2003     | Velké Březno                  | Klára Kovaříková                    | Marek Eben       | Ferdinand V.                                 |
| 126        | 2003       | 7. září 2003       | Český Krumlov I               | Klára Kovaříková                    | Marek Eben       | Jakub Krčín z Jelčan a Sedlčan               |
| 127        | 2003       | 28. září 2003      | Český Krumlov II              | Klára Doležalová                    | Marek Eben       | Josef Kajetán Tyl                            |
| 128        | 2003       | 26. října 2003     | Zbraslav III                  | Klára Kovaříková                    | Marek Eben       | František Štěpán Lotrinský                   |
| 129        | 2003       | 23. listopadu 2003 | Nostický palác                | Klára Doležalová                    | Marek Eben       | Josef II.                                    |